# کاترین بورشرت
کاترین بورشرت (انگلیسی: Katrin Borchert; ۴ نوامبر ۱۹۶۹) قایقران کانو زن اهل آلمان بود.
وی در مسابقات کشوری و بین‌المللی در مجموع برندهٔ ۹ مدال طلا، ۶ مدال نقره، ۸ مدال برنز شده‌است.